# Кам'яна Гора (Коростенський район)
Кам'яна́ Го́ра — село в Україні, в Ушомирській сільській територіальній громаді Коростенського району Житомирської області. Населення становить 110 осіб (2001).

## Населення

### Мова
Розподіл населення за рідною мовою за даними перепису 2001 року:
| Мова       | Кількість | Відсоток |
| ---------- | --------- | -------- |
| українська | 108       | 98.18 %  |
| російська  | 2         | 1.82 %   |
| Усього     | 110       | 100 %    |

## Історія
12 червня 2020 року, відповідно до розпорядження Кабінету Міністрів України № 711-р «Про визначення адміністративних центрів та затвердження територій територіальних громад Житомирської області», територію та населені пункти Сушківської сільської ради включено до складу Ушомирської сільської територіальної громади Коростенського району Житомирської області.